# Moschoforos

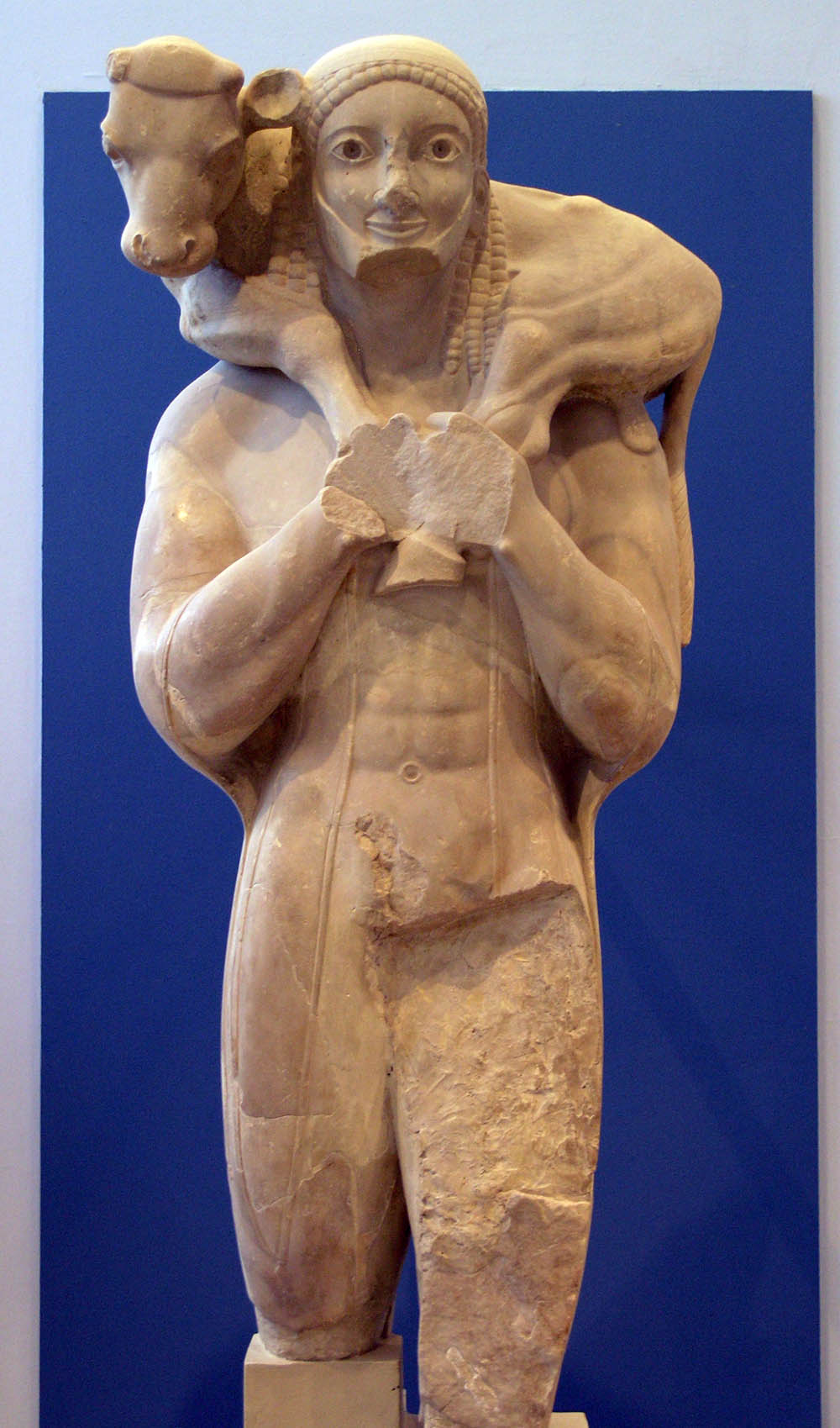
Moschoforos z ateńskiego Muzeum Akropolu

Moschoforos (gr. dosł. „niosący cielę”) – typ przedstawienia w starożytnej rzeźbie greckiej powstały w okresie archaicznym, jako postać wotanta niosącego na ramionach zwierzę ofiarne (młodego byczka).

## Pochodzenie i historia
Najbardziej znanym przykładem takiego przedstawienia jest przypisywana Fajdimiosowi rzeźba znaleziona w tzw. rumowisku perskim na ateńskim Akropolu. Dzięki zachowanej inskrypcji wiadomo, że stanowiła ekswoto (obiekt ofiarowany jako dar wotywny) z fundacji Rhombosa. Posąg wykonano z marmuru hymetyckiego, jego zachowana część ma wysokość 1,65 m. Najprawdopodobniej powstał w latach 570-560 p.n.e. Obecnie znajduje się w zbiorach Muzeum Akropolu w Atenach.

## Opis
Wyobrażenie ukazuje brodatego ofiarnika z cielątkiem unoszonym na barkach. Ledwie dostrzegalny, rozchylony chiton odsłania tors mężczyzny. Obie postacie tworzą zwartą całość, co podkreślone zostało układem rąk człowieka i nóg zwierzęcia. Zwarta kompozycja posągu akcentującego fizyczny i duchowy związek człowieka ze zwierzęciem nawiązuje ikonograficznie do schematu mykeńskiego. Postać jest ponadnaturalnej wielkości, co rzeźbiarskiej kompozycji nadaje cechę metafizycznego monumentalizmu. Zwraca uwagę radosny wyraz twarzy z dużymi, krągłymi oczami, której usta stanowią przykład tzw. uśmiechu archaicznego.
Typ ikonograficzny przedstawiający wotanta ze zwierzęciem ofiarnym, znany wcześniej z figurek wotywnych, wykazał poprzez wieki niezwykłą trwałość i historyczną ciągłość, aż do zaistnienia w ikonografii chrześcijańskiej w postaci Dobrego Pasterza.  